# Слике ослобађања
Слике ослобођења (дан. Befrielsesbilleder) је дански драмски филм из 1982. у режији Ларса фон Трира. Филм је био Триров дипломски филм Националне филмске школе Данске. Постао је први дански школски филм који је добио редовну биоскопску дистрибуцију. Приказан је у секцији Панорама 34. Берлинског међународног филмског фестивала.

## Синопсис
Радња је смештена у Копенхагену током Другог светског рата и прати немачког официра који посећује своју данску љубавницу неколико дана након завршетка окупације Данске.

## Улоге
- Кирстен Олсен као Естер
- Едвард Флеминг као Лео Мендел